# Lijst van oorlogsmonumenten in Capelle aan den IJssel
De Nederlandse gemeente Capelle aan den IJssel heeft 1 oorlogsmonument. Hieronder een overzicht.
| Nr.  | Object          | Herdachte groep                                                                                  | Ontwerper                         | Onthulling      | Type | Locatie                   | Plaats                 | Coördinaten                   | Foto            |
| ---- | --------------- | ------------------------------------------------------------------------------------------------ | --------------------------------- | --------------- | ---- | ------------------------- | ---------------------- | ----------------------------- | --------------- |
| 2023 | Oorlogsmonument | militairen in dienst van het Ned. Kon. na 1945, militairen in dienst van het Ned. Kon. 1940-1945 | Heleanne van Andel (gedenkstenen) | 12 oktober 1940 | zuil | Nijverheidstraat, 2901 AR | Capelle aan den IJssel | 51° 54' 38" NB, 4° 33' 53" OL | Oorlogsmonument |

Alblasserdam ·
Albrandswaard ·
Alphen aan den Rijn ·
Barendrecht ·
Bodegraven-Reeuwijk ·
Capelle aan den IJssel ·
Delft ·
Den Haag ·
Dordrecht ·
Goeree-Overflakkee ·
Gorinchem ·
Gouda ·
Hardinxveld-Giessendam ·
Hendrik-Ido-Ambacht ·
Hillegom ·
Hoeksche Waard ·
Kaag en Braassem ·
Katwijk ·
Krimpen aan den IJssel ·
Krimpenerwaard ·
Lansingerland ·
Leiden ·
Leiderdorp ·
Leidschendam-Voorburg ·
Lisse ·
Maassluis ·
Midden-Delfland ·
Molenlanden ·
Nieuwkoop ·
Nissewaard ·
Noordwijk ·
Oegstgeest ·
Papendrecht ·
Pijnacker-Nootdorp ·
Ridderkerk ·
Rijswijk ·
Rotterdam ·
Schiedam ·
Sliedrecht ·
Teylingen ·
Vlaardingen ·
Voorne aan Zee ·
Voorschoten ·
Waddinxveen ·
Wassenaar ·
Westland ·
Zoetermeer ·
Zoeterwoude ·
Zuidplas ·
Zwijndrecht